# Saponaria caespitosa
Saponaria caespitosa är en nejlikväxtart som beskrevs av Dc. Saponaria caespitosa ingår i släktet såpnejlikor, och familjen nejlikväxter. Inga underarter finns listade i Catalogue of Life.

## Bildgalleri

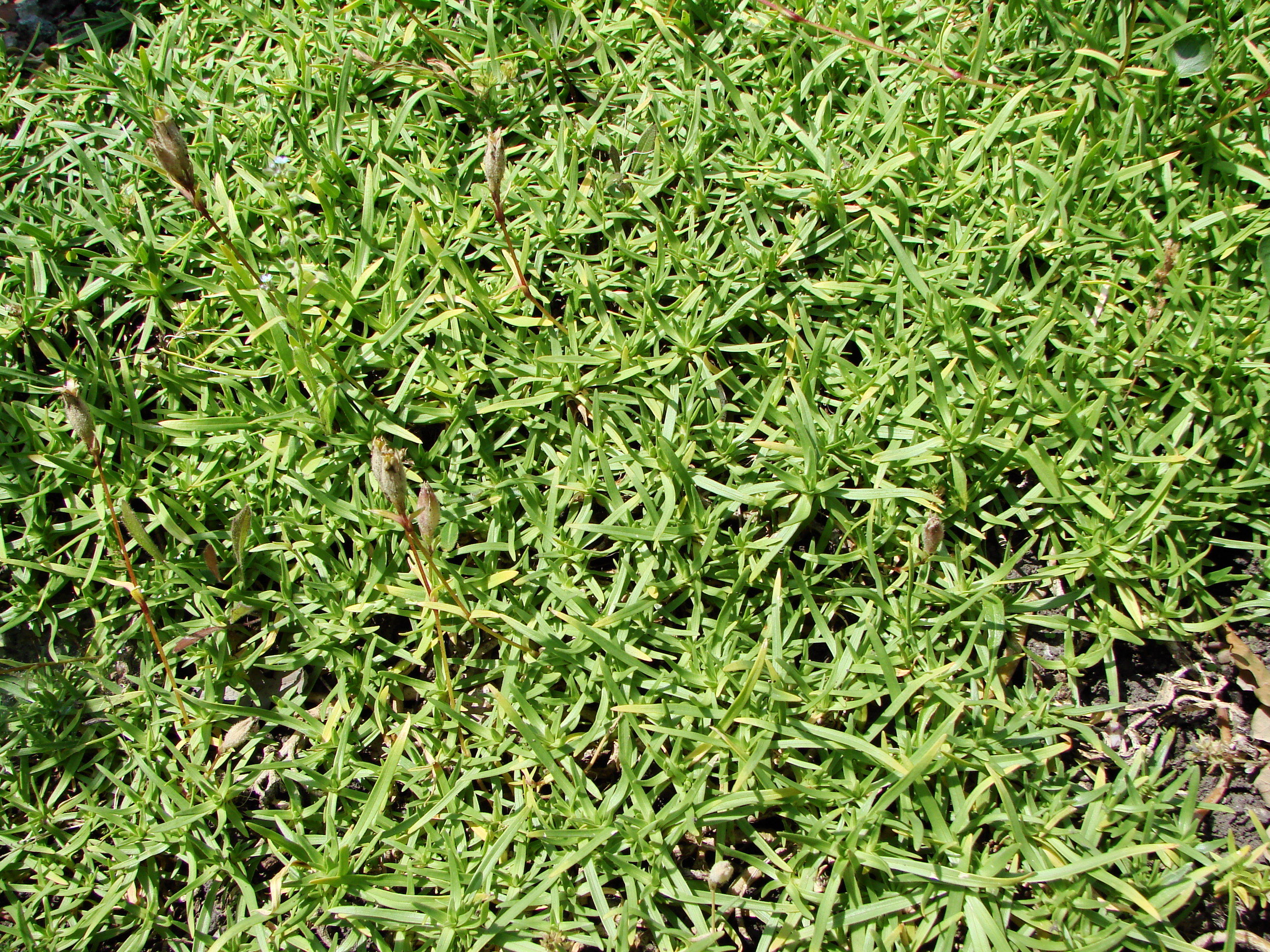
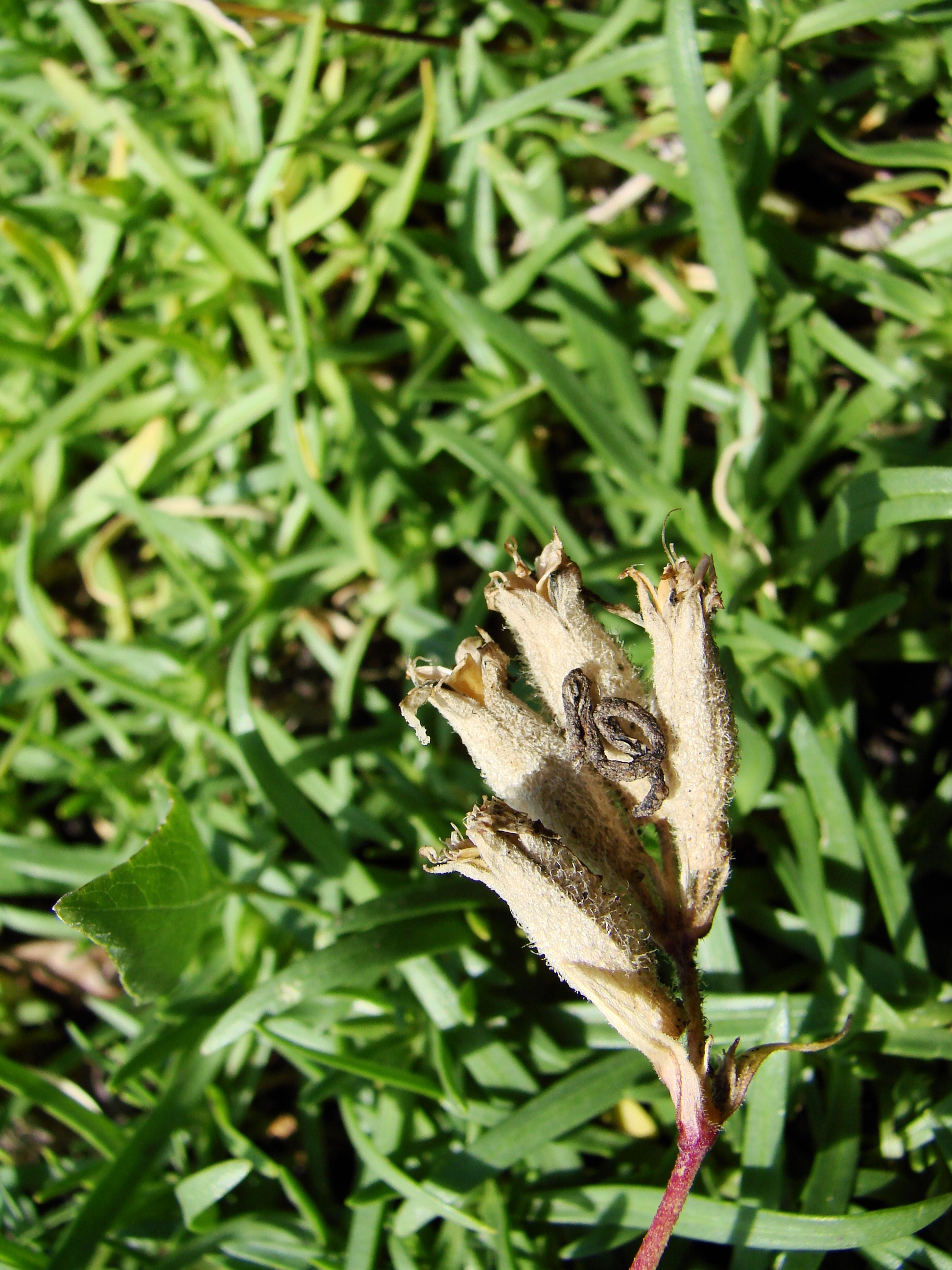
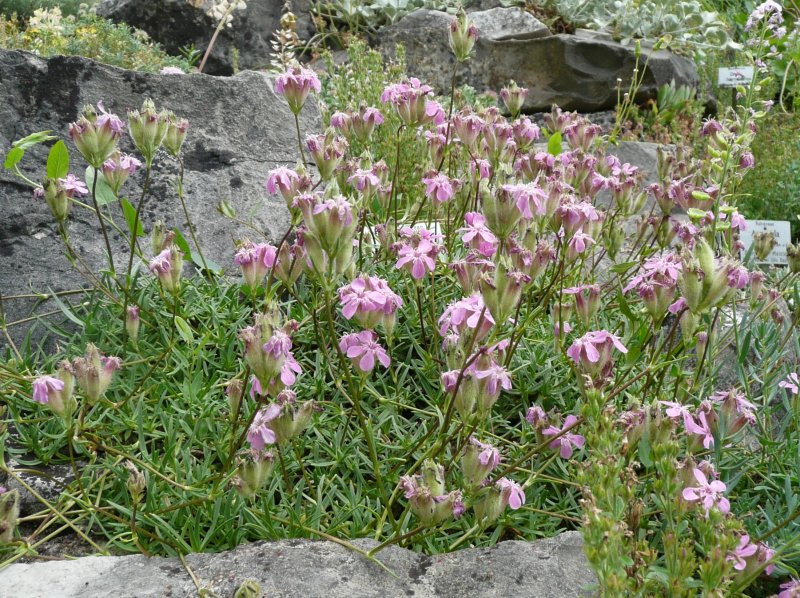
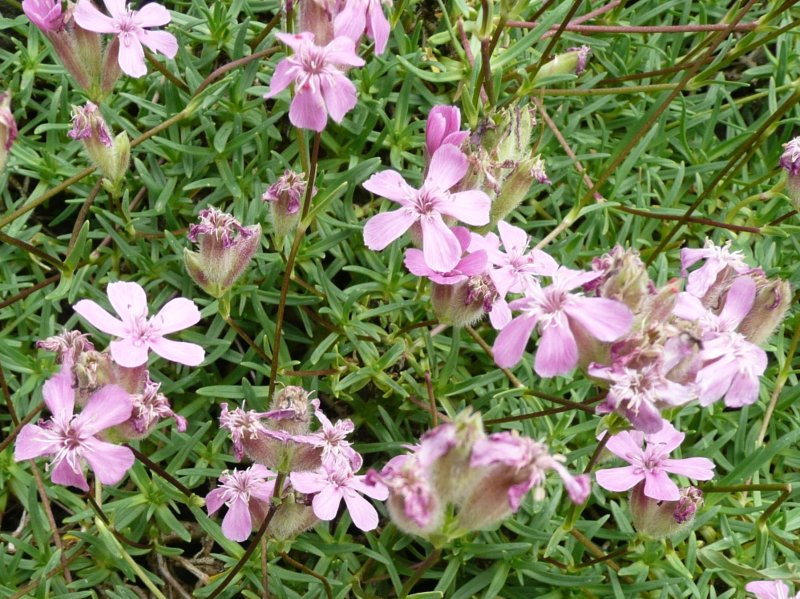
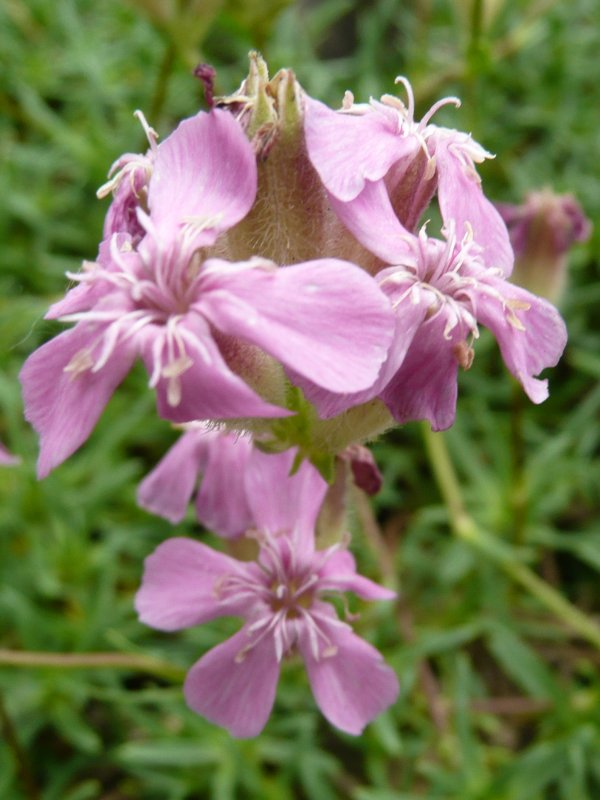